# Monastère Dintr-un lemn
Le monastère de Dintr-un lemn est situé à Frâncești, dans le Județ de Vâlcea, en Roumanie.

## Architecture
Il a la particularité d'avoir une église construite avec un seul chêne, dintr-un lemn signifie « d'un seul bois »